# Lebanon (Ohio)
Lebanon és una ciutat dels Estats Units a l'estat d'Ohio. Segons el cens del 2000 tenia 16.962 habitants.

## Demografia
Segons el cens del 2000, Lebanon tenia 245.962 habitants, 887 habitatges, i 94.209 famílies. La densitat de població era de 556,4 habitants per km².
Dels 887 habitatges en un 40,7% hi vivien nens de menys de 18 anys, en un 54,8% hi vivien parelles casades, en un 12,9% dones solteres, i en un 28,5% no eren unitats familiars. En el 24,3% dels habitatges hi vivien persones soles el 8,6% de les quals corresponia a persones de 65 anys o més que vivien soles. El nombre mitjà de persones vivint en cada habitatge era de 2,58 i el nombre mitjà de persones que vivien en cada família era de 3,08.
Per edats la població es repartia de la següent manera: un 27,2% tenia menys de 18 anys, un 10,3% entre 18 i 24, un 36,8% entre 25 i 44, un 16,8% de 45 a 60 i un 8,9% 65 anys o més.
L'edat mediana era de 32 anys. Per cada 100 dones de 18 o més anys hi havia 114,1 homes.
La renda mediana per habitatge era de 46.856 $ i la renda mediana per família de 52.578 $. Els homes tenien una renda mediana de 40.361 $ mentre que les dones 27.551 $. La renda per capita de la població era de 20.897 $. Aproximadament el 4,7% de les famílies i el 6,4% de la població estaven per davall del llindar de pobresa.

## Poblacions més properes
El següent diagrama mostra les poblacions més properes.